# 그의 시선
그의 시선(Hoje eu quero voltar sozinho, The Way He Looks)은 브라질에서 제작된 다니엘 리베이로 감독의 2014년 드라마, 멜로/로맨스 영화이다. 기예르메 로보 등이 주연으로 출연하였고 다니엘 리베이로 등이 제작에 참여하였다.

## 출연

### 주연
- 기예르메 로보
- 파비오 아우디
- 테스 아모림

### 조연
- 이사벨라 구아스코